# آشلاند (ويسكونسن)
آشلاند (بالإنجليزية: Ashland, Wisconsin)‏ هي بلدة، مدينة من الدرجة الرابعة و مقر المقاطعة تقع في الولايات المتحدة في مقاطعة آشلاند (ويسكونسن). يقدر عدد سكانها بـ 8,216 نسمة ومساحتها 35,48 كم2 وترتفع عن سطح البحر 205 متر.

## التركيبة السكانية
قام مكتب تعداد الولايات المتحدة بتحديد بيانات التركيبة السكانية لآشلاند في تعداد الولايات المتحدة. في ما يلي، التركيبة السكانية حسب تعدادي 2000 و2010.

### تعداد عام 2000
بلغ عدد سكان آشلاند 8,620 نسمة بحسب تعداد عام 2000، وبلغ عدد الأسر 3,513 أسرة وعدد العائلات 2,027 عائلة مقيمة في المدينة.
وتوزع التركيب العرقي للمدينة بنسبة 0.06% من سكان جزر المحيط الهادئ و 0.43% من الأعراق الأخرى و 2.23% من عرقين مختلطين أو أكثر.
بلغ عدد الأسر 3,513 أسرة كانت نسبة 28.3% منها لديها أطفال تحت سن الثامنة عشر تعيش معهم، وبلغت نسبة الأزواج القاطنين مع بعضهم البعض 42.5% من أصل المجموع الكلي للأسر، وكانت نسبة 42.3% من غير العائلات. تألفت نسبة 35.6% من أصل جميع الأسر من أفراد ونسبة 16.3% كانوا يعيش معهم شخص وحيد يبلغ من العمر 65 عاماً فما فوق. وبلغ متوسط حجم الأسرة المعيشية 2.91، أما متوسط حجم العائلات فبلغ 2.24.
بلغ العمر الوسطي للسكان 36 عاماً. وكانت نسبة 22.2% من القاطنين تحت سن الثامنة عشر، وكانت نسبة 15.4% بين الثامنة عشر والأربعة وعشرون عاماً، ونسبة 24.7% كانت واقعةً في الفئة العمرية ما بين الخامسة والعشرون حتى والأربعة وأربعون عاماً، ونسبة 20.1% كانت ما بين الخامسة والأربعون حتى الرابعة والستون، ونسبة 17.6% كانت ضمن فئة الخامسة والستون عاماً فما فوق. يوجد لكل 100 أنثى 91.2 ذكر، ويوجد لكل 100 أنثى في الثامنة عشر من عمرها فما فوق 84.8 ذكر.
بلغ متوسط دخل الأسرة في المدينة 30,853 دولار، أما متوسط دخل العائلة فبلغ 40,549 دولار. وكان متوسط دخل الذكور 30,122 دولار مقابل 20,926 دولار للإناث. وسجل دخل الفرد الخاص بالمدينة 16,330 دولار. وكانت نسبة 7.5% من العائلات ونسبة 12.7% من السكان تحت خط الفقر،

### تعداد عام 2010
بلغ عدد سكان آشلاند 8,216 نسمة بحسب تعداد عام 2010، وبلغ عدد الأسر 3,516 أسرة وعدد العائلات 1,942 عائلة مقيمة في المدينة. في حين سجلت الكثافة السكانية 612.2 نسمة لكل ميل مربع (236.4/كم2). وبلغ عدد الوحدات السكنية 3,864 وحدة بمتوسط كثافة قدره 287.9 لكل ميل مربع (111.2/كم2).
وتوزع التركيب العرقي للمدينة بنسبة 87.0% من البيض و 7.5% من الأمريكيين الأصليين و 0.5% من الأمريكيين ذوي الأصول الآسيوية و 0.5% من الأمريكيين الأفارقة و 4.0% من عرقين مختلطين أو أكثر.
بلغ عدد الأسر 3,516 أسرة كانت نسبة 26.6% منها لديها أطفال تحت سن الثامنة عشر تعيش معهم، وبلغت نسبة الأزواج القاطنين مع بعضهم البعض 37.7% من أصل المجموع الكلي للأسر، ونسبة 12.6% من الأسر كان لديها معيلات من الإناث دون وجود شريك، بينما كانت نسبة 4.9% من الأسر لديها معيلون من الذكور دون وجود شريكة وكانت نسبة 44.8% من غير العائلات. تألفت نسبة 36.7% من أصل جميع الأسر من أفراد ونسبة 14.4% كانوا يعيش معهم شخص وحيد يبلغ من العمر 65 عاماً فما فوق. وبلغ متوسط حجم الأسرة المعيشية 2.81، أما متوسط حجم العائلات فبلغ 2.17.
بلغ العمر الوسطي للسكان 38.6 عاماً. وكانت نسبة 21% من القاطنين تحت سن الثامنة عشر، وكانت نسبة 13% بين الثامنة عشر والأربعة وعشرون عاماً، ونسبة 23.1% كانت واقعةً في الفئة العمرية ما بين الخامسة والعشرون حتى والأربعة وأربعون عاماً، ونسبة 26.7% كانت ما بين الخامسة والأربعون حتى الرابعة والستون، ونسبة 16.3% كانت ضمن فئة الخامسة والستون عاماً فما فوق. وتوزع التركيب الجنسي للسكان بنسبة 48.2% ذكور و51.8% إناث.